# Amableïta-(Ce)
L'amableïta-(Ce) és un mineral de la classe dels silicats que pertany al grup de l'eudialita. Rep el nom de la localitat de Varennes & St-Amable, al Canadà, la seva localitat tipus.

## Característiques
L'amableïta-(Ce) és un silicat de fórmula química Na₁₅[(Ce₁.₅Na₁.₅)Mn₃]Mn₂Zr₃◻Si[Si₂₄O₆₉(OH)₃](OH)₂·H₂O. Va ser aprovada com a espècie vàlida per l'Associació Mineralògica Internacional en el mes de desembre de l'any 2023, i publicada l'any següent. Cristal·litza en el sistema trigonal.
L'exemplar que va servir per a determinar l'espècie, el que es coneix com a material tipus, es troba conservat a les col·leccions del Museu Mineralògic Fersmann, de l'Acadèmia de Ciències de Rússia, a Moscou (Rússia), amb el número de registre: 6921/1.

## Formació i jaciments
Va ser descoberta a la pedrera Demix-Varenne, situada a Varennes & St-Amable, dins el municipi regional de comtat de Lajemmerais, a Montérégie (Quebec, Canadà). Aquesta pedrera canadenca és l'únic indret de tot el planeta on ha estat descrita aquesta espècie mineral.